# Ardisia confertiflora
Ardisia confertiflora är en viveväxtart som beskrevs av Elmer Drew Merrill. Ardisia confertiflora ingår i släktet Ardisia och familjen viveväxter. Inga underarter finns listade i Catalogue of Life.